# هوربرانز
هوربرانز (بالألمانية: Hörbranz) هي بلدية في منطقة بريغنز  بولاية فورارلبرغ، النمسا.